# Kızılca
Kızılca ist ein Ortsteil der Stadt Tavas in der türkischen Provinz Denizli. Kızılca liegt etwa 59 km südlich der Provinzhauptstadt Denizli und 17 km südöstlich von Tavas. Kızılca hatte laut der letzten Volkszählung 1.871 Einwohner (Stand Ende Dezember 2014).

## Geographie
An Kızılca grenzen die Ortsteile Aydoğdu im Nordosten, der zur Stadt Acıpayam gehörende Ortsteil Alaattin im Osten, Ovacık im Süden und Pınarlar im Westen. Um Kızılca herum liegen die Berge Akça Dağı, Kızılhisar Dağı und Tınaz Dağı mit Höhen von 1.000 bis 2.500 Metern. Die Höhe über dem Meeresspiegel beträgt 1.165 Meter.
In Kızılca herrscht Kontinentalklima. Die Sommerzeit ist heiß und trocken, der Winter dagegen ist kalt und regnerisch, es gibt Schneefälle zwischen November und Januar.

## Bevölkerung
In Kızılca gab es zwei Auswanderungswellen: Die erste Welle fand um die Mitte des 20. Jahrhunderts in die benachbarten Provinzen Aydın und İzmir statt, die zweite Welle fand in der zweiten Hälfte des 20. Jahrhunderts nach West-, Mittel- und Südeuropa sowie Nordamerika statt.
Schätzungsweise 6.000 Personen, deren Wurzeln in Kızılca liegen, leben derzeit außerhalb des Ortsteils, darunter etwa 4.000 Personen im Ausland schon in der dritten und vierten Generation, überwiegend in Deutschland, Frankreich, Kanada und Österreich sowie einige in Belgien, Italien, in den Niederlanden und in der Schweiz. Die restlichen rund 2.000 Personen aus dem Ortsteil, die den Ort verlassen haben, sind in der Türkei geblieben. Sie leben meistens in der Provinzhauptstadt Denizli und in Tavas, aber auch in den benachbarten Provinzen Aydın und İzmir.

### Einwohnerentwicklung
Die folgende Übersicht zeigt die Einwohnerzahlen nach dem jeweiligen Gebietsstand. Die Zahlen seit 1980 sind Ergebnisse von Volkszählungen. Die Einwohnerzahlen in der folgenden Tabelle beziehen sich auf die in dem Ortsteil gemeldeten Einwohner, jedoch nicht auf die Migranten im Ausland und in anderen Städten der Türkei. Ab Mitte der 1980er Jahre ist aufgrund der Emigration ins Ausland und Landflucht ein deutlicher Bevölkerungsrückgang zu verzeichnen. Von 1985 bis 2008 betrug der Bevölkerungsrückgang 46,97 %.
| Datum             | Einwohner |
| ----------------- | --------- |
| 12. Oktober 1980  | 3.020     |
| 20. Oktober 1985  | 3.613     |
| 21. Oktober 1990  | 3.565     |
| 22. Oktober 2000  | 2.533     |
| 31. Dezember 2007 | 1.988     |
| 31. Dezember 2008 | 1.916     |

| Datum             | Einwohner |
| ----------------- | --------- |
| 31. Dezember 2009 | 1.965     |
| 31. Dezember 2010 | 1.996     |
| 31. Dezember 2011 | 2.022     |
| 31. Dezember 2012 | 1.925     |
| 31. Dezember 2013 | 1.885     |

## Kultur und Sehenswürdigkeiten
Etwa 2 km östlich von Kızılca befindet sich an der Landstraße nach Alaattin die antike Stadt Sebastopolis. Von der antiken Stadt sind aufgrund von Erosion heute nur noch wenige Überreste übrig geblieben. Die am besten erhaltenen Reste sind der Höyük-Hügel, ein 7 Meter hoher Siedlungshügel mit einem Durchmesser von 150 Metern, einige Stufen eines Stadions und eine Nekropole. Die Größe des Stadions betrug etwa 150 Meter in die Länge und 60 Meter in die Breite. Die vermutlich aus der römischen Kaiserzeit stammende Nekropole befindet sich etwa 1,5 km östlich der antiken Stadt.

## Wirtschaft und Infrastruktur
Seit Jahrhunderten ist die Einnahmequelle traditionell die Herstellung von Leblebi. Andere Einnahmequellen sind der Ackerbau und die Tierhaltung. In Kızılca befinden sich derzeit sieben Moscheen und zwei Friedhöfe. Im zentralen Platz Çarşı Meydanı findet jeden Samstag ein Basar statt. Der Platz ist außerdem Abfahrts- und Ankunftspunkt der Busse zwischen Kızılca und Tavas, die im Stundentakt verkehren.
1998 wurde von den Migranten aus Kızılca der „Hilfsverein für Kızılca e. V.“ (türk. Kızılca Yardım Derneği e. V.) in der baden-württembergischen Stadt Tuttlingen gegründet. Seitdem investiert der Verein in der Heimatstadt durch Veranstaltungen, die in verschiedensten Städten in Deutschland, Kanada und Österreich stattfinden.